# Ilona Schoknecht-Slupianek
Ilona Schoknecht-Slupianek (República Democrática Alemana, 24 de septiembre de 1956) fue una atleta alemana, especializada en la prueba de lanzamiento de peso en la que llegó a ser campeona mundial en 1983 y campeona olímpica en Moscú 1980.

## Carrera deportiva
En el Campeonato Europeo de Atletismo en Pista Cubierta de 1979 ganó la medalla de oro en lanzamiento de peso, con una marca de 21.01 metros.
Al año siguiente, en los JJ. OO. de Moscú 1980 ganó la medalla de oro en lanzamiento de peso, quedando por delante de la soviética Svetlana Krachevskaia y de su compatriota la también alemana Margitta Pufe.
En el Mundial de Helsinki 1983 ganó la medalla de bronce en la misma prueba con 20.56 metros, tras la checoslovaca Helena Fibingerová y la alemana Helma Knorscheidt.